# Премія Джона Кімбера
Премія Національної академії наук США з генетики імені Дж. Кімбера - нагорода, якої були удостоєні провідні генетики світу – М. Дельбрюк, М. Тимофєєв-Ресовський та інші, заснована 1955 року на честь підприємця-мецената Джона Кімбера (1895–1970). Він був відданим прихильником розвитку генетики, широкого використання її досягнень (особливо селекції) у розвитку сільського господарства.